# Manjeet Rathee
Pour les articles homonymes, voir Rathee.
Manjeet Rathee est un joueur de hockey sur gazon indien qui joue au poste de défenseur pour le Services Sports Control Board et l'équipe nationale indienne.

## Carrière
Il a été appelé en 2022 pour concourir à la Coupe d'Asie 2022 à Jakarta.

## Palmarès
- : 3e à la Coupe d'Asie 2022